# Ave maris stella (Edvard Grieg)
Ave maris stella is de titel van een tweetal composities van Edvard Grieg. De voertaal is Deens in de door Thor Lange vertaalde Latijnse tekst.
Grieg schreef het origineel in 1893 voor zangstem en pianobegeleiding. 
In 1898 volgde een tweede versie voor achtstemmig gemengd koor, bestaande uit twee sopraan-, twee alt-, twee tenor- en twee basstemmen. Deze versie werd samen met Ved en  Hustrus Båre uitgebracht in To religiøse kor. Deze verzameling van twee liederen is opgedragen aan de Caeciliaforeningen, een koor uit Kopenhagen, dat die a capellaversie voor het eerst zong en wel op 30 januari 1899 onder leiding van Fredrik Rung.

## Discografie
Er zijn veel opnamen van beide versies in omloop.